# Биланенко, Виталий Андреевич
Виталий Андреевич Биланенко (5 мая 1929 — 4 октября 2021) — советский и российский геолог, лауреат Государственной премии СССР.

## Биография
Родился 5 мая 1929 в Полтаве в семье служащих.
Окончил геолого-маркшейдерский факультет Днепропетровского горного института (1952) и был направлен в главное управление строительства Крайнего Севера МВД СССР — Дальстрой (Магадан), участвовал в открытии и разведке месторождений олова. В 1959 году переведён в г. Алдан (Якутия) в Тимптоно-Учурскую комплексную экспедицию (ТУКЭ).
- 1965—1969 — главный геолог Аллах-Юньской геологоразведочной экспедиции Якутского территориального геологического управления (п. Хандыга Томпонского района ЯАССР).
- 1969—1980 — главный геолог, с 1977 г. начальник Якутского территориального геологического управления.
- 1980—1987 — генеральный директор Якутского производственного геологического объединения «Якутскгеология».

С 1987 года — персональный пенсионер союзного значения.
В 1987-96 гг. работал в различных должностях на предприятиях ПО «Южуралгеология». В 1996—2000 гг. — советник-консультант ФГУП ППП Управления делами Президента Российской Федерации.
Лауреат Государственной премии СССР. Заслуженный геолог РСФСР. Отличник золото-платиновой промышленности СССР.
Награждён орденами Ленина, Трудового Красного Знамени, «Знак Почёта», медалями «За доблестный труд в Великой Отечественной войне 1941—1945 гг.», «За строительство Байкало-Амурской магистрали», «За доблестный труд», нагрудными знаками «Гражданская доблесть», «Отличник разведки недр», «Почётный разведчик недр», тремя нагрудными знаками «Первооткрыватель месторождения».
Депутат Верховного Совета Якутской АССР трех созывов, член Якутского обкома КПСС.
С 1996 г. жил в Москве. Умер 4 октября 2021 года.